# EBS 바둑교실
EBS 바둑교실은 대한민국에서 1991년 3월 3일 ~ 2014년 2월 23일까지 방송되었던 바둑 강좌 프로그램이다. 양상국 九단이 해설했으며, 1991년 첫 방영하여 2014년에 마지막으로 폐지되었다.

## 기획 의도
주요 바둑강좌로 강의했던 프로그램이며, 《실전해설》(지금은 오늘의 수담)은 주요 바둑 기전의 대국을 선정해서 대국을 해설하는 프로그램으로 이후 재연 대국에 편성되었으며, 《시청자 코너 - 다음 한수는?》은 바둑팬들이 시청자 여러분께 단·급을 승급하는 코너였다. 그리고 위기기품 격언에 나왔다.

## 역대 방송 시간
| 방송 채널    | 방송 기간                          | 방송 시간                                    |
| ------------ | ---------------------------------- | -------------------------------------------- |
| EBS TV       | 1991년 3월 3일 ~ 1992년 3월 1일    | 일요일 오전 11시 20분 ~ 낮 12시 10분 (50분)  |
| EBS TV       | 1992년 3월 8일 ~ 1993년 8월 29일   | 일요일 아침 10시 ~ 11시 (1시간)              |
| EBS TV       | 1995년 3월 5일 ~ 1996년 3월 3일    | 일요일 아침 10시 ~ 11시 (1시간)              |
| EBS TV       | 2000년 10월 8일 ~ 2000년 12월 17일 | 일요일 아침 10시 ~ 11시 (1시간)              |
| EBS TV       | 1993년 9월 5일 ~ 1994년 2월 27일   | 일요일 아침 8시 ~ 9시 (1시간)                |
| EBS TV       | 1994년 3월 6일 ~ 1995년 2월 26일   | 일요일 아침 9시 ~ 10시 (1시간)               |
| EBS TV       | 1996년 3월 10일 ~ 1997년 3월 2일   | 일요일 아침 10시 10분 ~ 11시 (50분)          |
| EBS TV       | 1997년 3월 9일 ~ 1998년 3월 1일    | 일요일 아침 9시 50분 ~ 10시 40분 (50분)      |
| EBS TV       | 1998년 3월 8일 ~ 1998년 8월 30일   | 일요일 낮 11시 50분 ~ 12시 40분 (50분)       |
| EBS TV       | 1998년 9월 6일 ~ 1999년 2월 28일   | 일요일 낮 11시 50분 ~ 12시 50분 (1시간)      |
| EBS TV       | 1999년 3월 7일 ~ 1999년 8월 29일   | 일요일 아침 7시 10분 ~ 8시 (50분)            |
| EBS TV       | 1999년 9월 5일 ~ 2000년 10월 1일   | 일요일 아침 7시 30분 ~ 8시 20분 (50분)       |
| EBS TV       | 2000년 12월 24일 ~ 2001년 4월 1일  | 일요일 오전 11시 ~ 낮 12시 (1시간)           |
| EBS TV       | 2001년 4월 8일 ~ 2001년 8월 26일   | 일요일 낮 12시 ~ 1시 (1시간)                 |
| EBS TV       | 2001년 9월 2일 ~ 2002년 2월 24일   | 일요일 아침 7시 20분 ~ 8시 10분 (50분)       |
| EBS TV       | 2002년 3월 3일 ~ 2003년 2월 23일   | 일요일 아침 7시 ~ 8시 (1시간)                |
| EBS TV       | 2005년 3월 6일 ~ 2005년 8월 28일   | 일요일 아침 7시 ~ 8시 (1시간)                |
| EBS TV       | 2003년 3월 2일 ~ 2004년 2월 29일   | 일요일 아침 6시 20분 ~ 7시 10분 (50분)       |
| EBS TV       | 2004년 3월 7일 ~ 2004년 8월 29일   | 일요일 아침 6시 30분 ~ 7시 (30분)            |
| EBS TV       | 2004년 9월 12일 ~ 2005년 2월 27일  | 일요일 아침 6시 20분 ~ 7시 20분 (1시간)      |
| EBS TV       | 2005년 9월 11일 ~ 2007년 8월 26일  | 일요일 아침 6시 20분 ~ 7시 20분 (1시간)      |
| EBS TV       | 2007년 9월 9일 ~ 2008년 2월 24일   | 일요일 아침 6시 40분 ~ 7시 30분 (50분)       |
| EBS TV       | 2008년 3월 2일 ~ 2010년 2월 21일   | 일요일 아침 6시 30분 ~ 7시 30분 (1시간)      |
| EBS 플러스 2 | 2010년 2월 28일 ~ 2011년 12월 18일 | 일요일 낮 3시 ~ 4시 (1시간)                  |
| EBS 플러스 2 | 2011년 12월 25일 ~ 2012년 2월 26일 | 일요일 오전 11시 ~ 낮 12시 (1시간)           |
| EBS 플러스 2 | 2012년 3월 4일 ~ 2013년 8월 25일   | 일요일 아침 10시 50분 ~ 낮 11시 50분 (1시간) |
| EBS 플러스 2 | 2013년 9월 1일 ~ 2014년 2월 23일   | 일요일 아침 9시 30분 ~ 10시 30분 (1시간)     |

## 역대 고정 진행자
고정 진행자는 당시 단위를 기준으로 한다.
- 승순선 아마 5단, 남치형 初단, 이정원 初단, 김선희 아마 5단, 엄용수 아마 5단(코미디언 겸 바둑(아마) 기사), 김효정 二단, 김태향 初단, 현미진 四단, 강나연 아마 5단, 하호정 三단 등 다수

## 구성
1. 바둑입문
- 바둑판의 명칭에서부터 시작해 바둑에 관한 기초 상식을 배워 보는 시간.
- 바둑 용어, 축ㆍ 패 등 바둑에 대한 전반적인 내용을 알 수 있습니다.
2. 이것만은 알고 두자
- 단수를 쳐 돌을 따내는 방법, 행마의 기본 등 바둑을 두는데 기본이 되는 아이템을
자세하게 설명해주는 코너
3. 오늘의 수담
- 포석, 중반, 종반을 설명하고, 바둑의 기본 정석을 공부해 봅니다.
- 또한, 실제 아마추어 대국자들이 둔 대국을 복기 하면서 행마에 대해 살펴보고
잘 된 점과 잘못된 점을 분석해 봅니다.

## 역대 코너
- 사활의 묘수풀이
- 끝내기의 묘
- 정석의 변화
- 신수 신형
- 실전해설
- 시청자코너 - 다음 한수는?

## 주요 기전
- 본문 기전 참조

## 같이 보기
- MBC 제왕전 (중단)(MBC TV)
- MBC 바둑초대석 (중단) (MBC TV)
- SBS배 연승바둑최강전 (중단) (SBS TV)
- KBS 바둑왕전 (KBS 1TV)
- 노영하의 바둑이야기 (중단) (itv)